# Escolives-Sainte-Camille
Escolives-Sainte-Camille este o comună în departamentul Yonne, Franța. În 2009 avea o populație de 725 de locuitori.

## Evoluția populației
| An        | 1975 | 1982 | 1990 | 1999 | 2006 | 2009 |
| --------- | ---- | ---- | ---- | ---- | ---- | ---- |
| Populație | 368  | 423  | 508  | 679  | 714  | 725  |